# Jump Pack
 (août 2025).
Motif : Intérêt d'un article séparé de Dreamcast limité, aucune source secondaire centrée n'est mentionnée
- Archive Wikiwix
- Bing
- Cairn
- DuckDuckGo
- E. Universalis
- Gallica
- Google
- G. Books
- G. News
- G. Scholar
- Persée
- Qwant
- (zh) Baidu
- (ru) Yandex
- (wd) trouver des œuvres sur Wikidata

| 1. | Préciser le motif de la pose du bandeau. | Précisez le motif de la pose du bandeau en utilisant la syntaxe suivante : {{admissibilité à vérifier\|date=août 2025\|motif=remplacez ce texte par le motif}}                 |
| 2. | Informer les utilisateurs concernés.     | Pensez à avertir le créateur de l'article, par exemple, en insérant le code ci-dessous sur sa page de discussion : {{subst:avertissement admissibilité à vérifier\|Jump Pack}} |

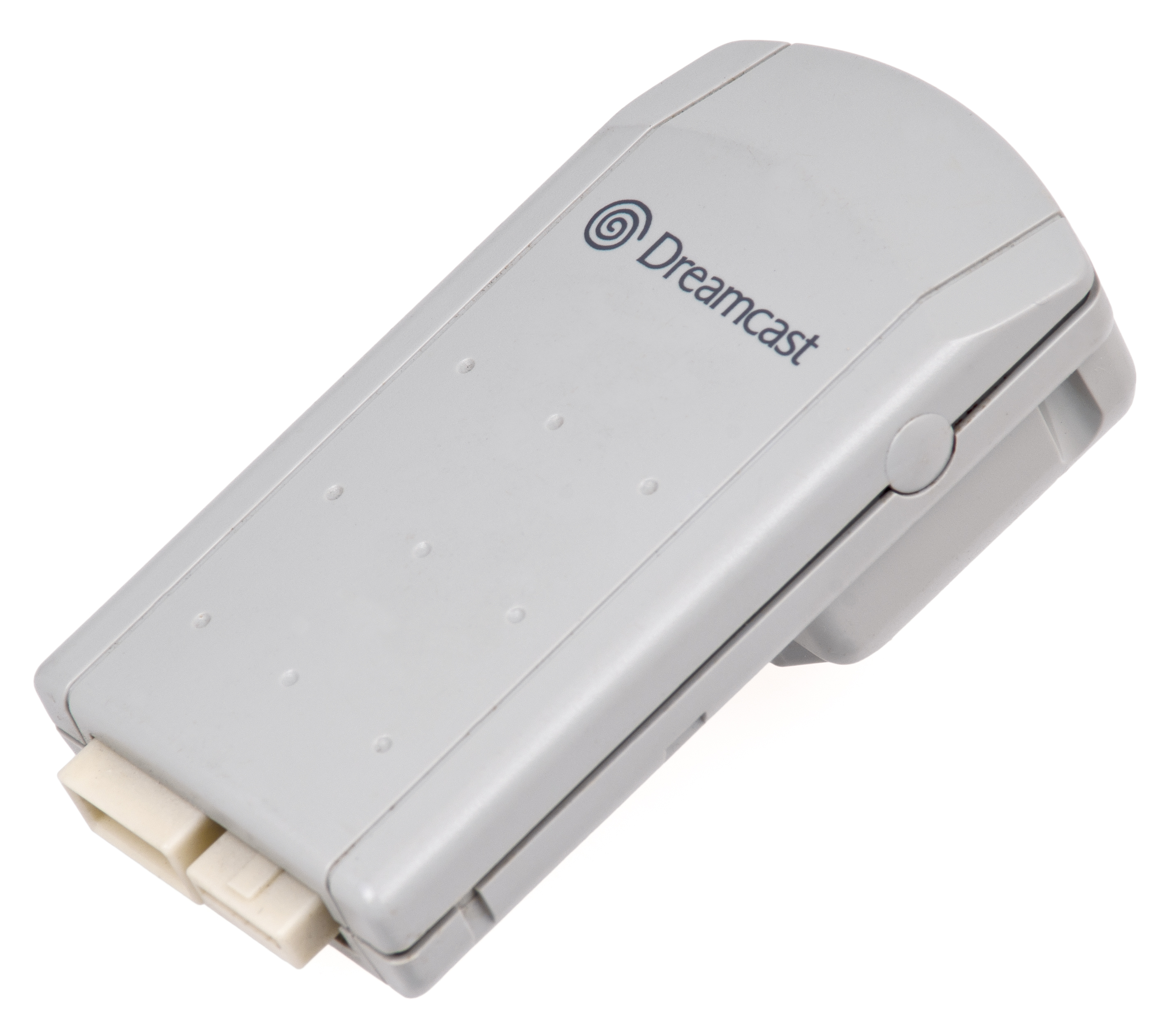
Dispositif permettant la vibration de la manette.

Le Jump Pack (ぷるぷるパック, Puru Puru Pack), ou Vibration Pack, est un outil de la Dreamcast disponible depuis le 4 mars 1999 au Japon et le 14 octobre 1999 en Europe. Il se connecte à l'arrière de la manette servant à la faire vibrer pour donner des effets supplémentaires durant le jeu. Les jeux possédaient la vibration dès le départ avant sa sortie. La Dreamcast est la seule console de Sega qui possède un système vibrant.

## Liste de jeux compatibles
- Crazy Taxi
- Crazy Taxi 2
- Godzilla Generations
- Jet Set Radio
- Pen Pen
- Pop'n Music
- Sakura Taisen
- Sega Bass Fishing
- Sega Bass Fishing 2
- Sega GT
- Sega Marine Fishing
- Sega Rally 2
- Silver
- Sonic Adventure
- Sonic Adventure 2
- Sonic Shuffle
- SoulCalibur
- Street Fighter Alpha 3
- Space Channel 5
- Space Channel 5: Part 2